# USS Rhode Island (BB-17)
«Род-Айленд (BB-17)» (англ. USS Rhode Island (BB-17)) - пятый и последний океанский эскадренный броненосец  типа «Вирджиния».
Эскадренный броненосец ВМС США «Род-Айленд (BB-17)», был вторым кораблем названным в честь  штата Род-Айленд. Он стал 17-м броненосцем 1-го ранга в составе американского флота.
«Род-Айленд» был заложен 1 мая 1902 на верфи Фор-Ривер в Куинси, штат Массачусетс. Спущен на воду 17 мая 1904. Бутылку о борт корабля разбила г-жа Ф. О. Думэйн, жена одного из директоров Fore River Shipbuilding Company. Введен в эксплуатацию 19 февраля 1906 года, Командиром корабля был назначен капитан Перри Гарст.

## Предвоенный период
После вступления в строй «Род-Айленд» совершил долгий круиз по восточному побережью США, посетил Хамптон, Вирджинию и Бостон. 1 января 1907 года корабль вошел во второе соединение, 1-го Атлантического Флота. «Род-Айленд (BB-17)» отбыл из Хамптона 9 марта и совершил переход в залив Гуантанамо, Куба, чтобы участвовать в артиллерийских учениях и маневрах подразделения линейных кораблей. После этого броненосец возвратился на север, и курсировал между Хамптоном и Заливом Кейп-Код.